# Bassus festinatus
Bassus festinatus är en stekelart som först beskrevs av Turner 1918.  Bassus festinatus ingår i släktet Bassus och familjen bracksteklar. Inga underarter finns listade.